# 조정식 (아나운서)
조정식(1986년 9월 15일 ~ )은 대한민국 前 SBS 아나운서이다. 서울특별시 출신이다.

## 학력
- 봉은중학교
- 청담고등학교
- 연세대학교 문헌정보학 (학사)

## 경력
- 2012년 ~ 2023년 SBS 공채 18기 아나운서
- 2025년 ~ SM C&C 계약 체결

## 전 출연작
- 2013 ~ 2015 SBS 《SBS 5 뉴스》 주말 앵커
- 2013 ~ 2015 SBS 《모닝와이드》
- 2013 ~ 2015 SBS 《토요특집 모닝와이드》
- 2013.11 ~ 2015.9 SBS 《생방송 투데이》
- 2013 SBS 《추석특집 스타 애정촌》
- 2015.1 ~ 2015.10 SBS 《SBS 스포츠뉴스》
- 2015 ~ 2016 SBS 《좋은 아침》
- 2015 SBS 《동상이몽, 괜찮아 괜찮아》
- 2016 SBS 《2016 희망TV SBS - 희망노래방 부기부기》
- 2016.12 ~ 2019.11 SBS 《모닝와이드》
- 2017 SBS 《로드 투 평창》
- 2017 SBS 《초인가족 2017》 - 나익희의 담임 외 다역
- 2016~2023 SBS 《SBS 스포츠》
- 2017 SBS 《수상한 파트너》 - 뉴스 앵커 역(특별출연)
- 2017 SBS 《2017년 FIFA U-20 월드컵》 - 캐스터
- 2017 SBS 《브라보 마이 라이프》 - (특별출연)
- 2019 SBS 《이동욱은 토크가 하고 싶어서》
- 2021.11 ~ 2023.6 SBS 《맨 인 블랙박스》
- 2022.4.10 SBS 《런닝맨》
- 2022.9.1, 11.3 SBS 《꼬리에 꼬리를 무는 그날 이야기》
- 2023 TV CHOSUN 《조선체육회》
- 2023.7.13 SBS 《꼬리에 꼬리를 무는 그날 이야기》
- 2023.10.07 JTBC 《아는형님》
- 2024.1.17 MBC 《라디오스타》
- 2024.4.14 KBS2 《사장님 귀는 당나귀 귀》
- 2024.5.16 tvN 《밥이나 한잔해》

## 라디오 프로그램
- 2014 ~ 2015 SBS 파워FM 《조정식의 사운드 오브 뮤직 》
- 2015 ~ 2016  SBS 파워FM 《FM zine》
- 2016 ~ 2023 SBS 파워FM 《조정식의 펀펀투데이》
- 2021 SBS 파워FM 임시 DJ 《붐붐파워》
- 2024 ~ KBS 쿨FM 《조정식의 FM대행진》

## 수상 목록
- 2024년 KBS 연예대상 올해의 DJ상 (《조정식의 FM대행진》)